# Lasgo
Lasgo est un groupe belge de dance constitué du compositeur Peter Luts et de la chanteuse Jelle Van Dael. Le groupe était au départ formé de la chanteuse Evi Goffin, Peter Luts et Dave McCullen.

## Historique
La première apparition de Lasgo était à Holiday Party, une des plus grosses fêtes en Belgique. Le groupe signe avec EMI music et sort un premier single Something composé par le groupe Santamaria, ce single sera récompensé par un TMF award la même année. Ce single sera suivi par le deuxième single Alone, l'album quant à lui arrivera fin 2001 en Belgique et début 2002 dans le reste du monde ; il se nomme Some things. Un dernier single servira à la promotion de cet album, il s'agit de Pray.
Trois ans plus tard Lasgo revient avec un nouveau single Surrender qui se classera numéro 1 au Billboard Dance Airplay Chart, mais ce n'est presque qu'un an après ce single que sortira un deuxième extrait du futur album, suivi de l'album intitulé Far away, le single quant à lui s'intitule All night long. Deux autres singles serviront à la promotion de Far away : Who's that girl ? en duo avec Dave Beyer et Lying.
En mai 2008,  la radio belge annonce que la chanteuse Evi Goffin avait décidé de quitter le groupe pour devenir maman à plein temps, il annonce également qu'un programme télévisuel sera organisé afin de trouver une nouvelle chanteuse. La gagnante sera Jelle Van Dael.
Quelques mois après sa victoire, Jelle enregistre le premier single du troisième album il s'agit de Out of my mind, le single restera classé 24 semaines dans le charts Belge. Début 2009, sort le deuxième extrait du futur album ; le titre est Gone, la vidéo de ce single sera tournée en Californie et entrera directement numéro 1 en Belgique.
Août 2009 le troisième single du troisième album, qui selon les dires se nommerait Smile, sortira le 24 août, le titre de ce troisième single est Lost, l'album quant à lui sort en septembre et sera suivi par la sortie du quatrième et dernier single de l'album, la chanson Over you.
En 2010, le groupe sort un nouveau single intitulé Tonight, cette chanson à la sonorité proche de l'album Smile sera accompagnée d'un clip très esthétique.
Un an plus tard, soit en 2011, une nouvelle chanson fait son apparition : Here with me. Le single aura du mal à se classer mais parviendra tout de même à atteindre la trentième place du classement en Belgique ; quelque temps après, Jelle annonce qu'elle est enceinte.
Un peu moins d'un an après leur dernier single, le groupe édite un troisième single le 12 mai 2012, quelques mois plus tard un quatrième single Can't stop sort également.
Au mois de mars 2013, le groupe sort une version 2013 de leur premier hit Something en duo avec Taylor Jones, ce single sera suivi par un nouveau single Feeling alive qui sort le 2 juillet 2013. Cependant aucune annonce n'est faite pour un nouvel album.
Le groupe a vendu plus de 5 millions d'albums et de singles dans le monde.

## Discographie

### Singles
- 2001 : Something
- 2001 : Alone
- 2002 : Pray
- 2004 : Surrender
- 2005 : All Night Long
- 2005 : Who's That Girl?
- 2005 : Lying
- 2006 : Hold Me Now
- 2008 : Out of My Mind
- 2009 : Gone
- 2009 : Lost
- 2009 : Over You
- 2010 : Tonight
- 2011 : Here With Me
- 2012 : Sky High
- 2012 : Can't Stop
- 2013 : Something 2013
- 2013 : Feeling Alive